# Dybbølsbro Station
Dybbølsbro Station er en S-togs-station på Vesterbro, anlagt på det store baneterræn. Stationen ligger på det centrale stykke af S-banen og betjenes af mange linjer. På billedet ses stationen set fra Dybbølsbro mod Skelbækgade.
Dybbølsbro Station åbnede 1. november 1934 – som del af en af de første S-togs-strækninger. Den gamle stationsbygning i træ blev revet ned i 1990'erne, hvor stationen var gennem en større ombygning. Efter ombygningen blev der adgang direkte fra perronerne til Dybbølsbro med trappe og elevator. Der er to perroner og fire spor i brug for passagerer på Dybbølsbro Station. Det fjerde spor blev først taget i brug til passagertrafik d. 5. august 2011. Indtil da benyttedes det kun som depotspor uden adgang for passagerer.
Teknisk set er Dybbølsbro Station kun et trinbræt; selve afgreningen til Køge umiddelbart vest for kaldes Skelbæk Station, men denne har ingen passagerbetjening.
Passagertallet på Dybbølsbro Station steg kraftigt efter åbningen af indkøbscentret Fisketorvet i 2000. Siden 2011 har stationen båret binavnet Fisketorvet, og højtalerudkaldene blev ligeledes ændret til Dybbølsbro ved Fisketorvet.[kilde mangler].
Mellem Dybbølsbro Station og Fisketorvet findes fjernbusterminalen Københavns Busterminal, som åbnede den 6. juni 2024.[kilde mangler]

## Galleri
- Stationen set fra Ingerslevsgade.
- Linje C ankommer til Dybbølsbro Station.
- Overdækket del af perron.
- Perronen for tog mod København H, set fra Dybbølsbro.
- Perronen for tog fra København H, set fra Dybbølsbro.
- Samme sted i 1979.

## Antal rejsende
Ifølge Østtællingen var udviklingen i antallet af dagligt afrejsende:
| År   | Antal | År   | Antal | År   | Antal | År   | Antal |
| ---- | ----- | ---- | ----- | ---- | ----- | ---- | ----- |
| 1957 | 2.432 | 1974 | 2.202 | 1991 | 2.567 | 2001 | 4.239 |
| 1960 | 2.226 | 1975 | 2.056 | 1992 | 2.446 | 2002 | 3.904 |
| 1962 | 2.459 | 1977 | 1.837 | 1993 | 2.267 | 2003 | 5.133 |
| 1964 | 2.434 | 1979 | 2.347 | 1995 | 2.304 | 2004 | 5.640 |
| 1966 | 2.236 | 1981 | 2.660 | 1996 | 2.183 | 2005 | 6.402 |
| 1968 | 2.173 | 1984 | 2.609 | 1997 | 2.126 | 2006 | 6.073 |
| 1970 | 2.175 | 1987 | 2.495 | 1998 | 2.341 | 2007 | 5.275 |
| 1972 | 2.361 | 1990 | 2.257 | 2000 | 6.087 | 2008 | 5.579 |